# دويج
دويج أو دفيجا (بالإنجليزية: Dvija)‏، (بالسنسكريتية: द्विज)‏، والمُصطلح يعني " مَن ولد اثنتين أو الولادة مرتين"؛ يرتكز هذا المفهوم على الاعتقاد بأن للشخص ولادتين: الأولى بالجسد، والثانية بالروح وهي ولادة لاحقة. وهذه الأخيرة، عادةً تحصل عندما يخضع المُريد لطقوس العُبور التي تدخله إلى مدرسة للدراسات الفيدية. ويشير المصطلح أيضًا إلى أعضاء الفارنا الثلاثة في النظام الاجتماعي الهندوسي التقليدي، أو الطبقات الاجتماعية: البراهمة (الكهنة والمعلمون)، والكشاتريا (المحاربون)، والفايشيا (المزارعون والرعاة والتجار)، والذين تنشَّأوا في سنسكارا (أي طقوس التربية الروحية) أوبانايانا (أي تلقي السر المقدس) والتي تعتبر ولادة ثانية أو روحية بالنسبة لهم.
لم يُعثرر على كلمة دفيجا في أي من كتب الفيدا والأوبانيشاد، كما لم يُعثر عليها في أي من أدبيات الفيدانجا، مثل: شروتا-سوترا أو جريهيا-سوترا. نادرًا ما تظهر الكلمة في أدب دارماسوترا. وتظهر إشارات متزايدة لها في نص دارماشاسترا في نصوص منتصف وأواخر الألفية الأولى الميلادية. إنَّ وجود كلمة دفيجا هو علامة على أن النص من المحتمل أن يكون نصًا هنديًا من العصور الوسطى.

## معنى أن تولد مرتين

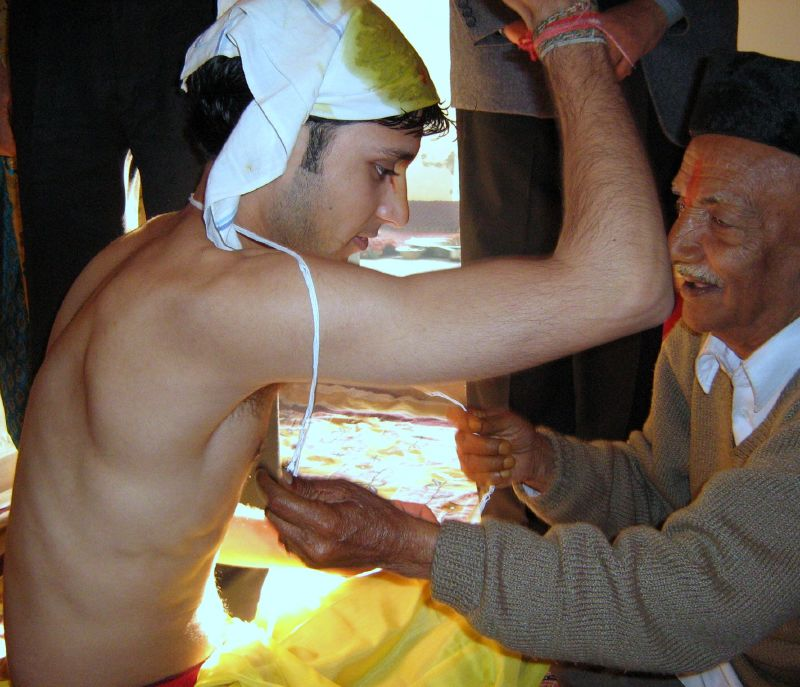
حفل سُنَّة أوبانايانام والذي يشير إلى التنشئة باعتباره دويج.

"دفيجا" تعني "المولود مرتين": الولادة الأولى جسدية، بينما الولادة الثانية هي "روحية". "الولادة" الثانية تحدث عندما يتولى ويُباشر المرء دورًا في المجتمع، وذلك عند حلول وقت حفل الترسيم أو الإدخال أو التنشئة الروحية أو التربية الروحية الخاص بالأوبانايانا، أي شعيرة العبور عند الهُدوس. وعلى سبيل المثال، يدخل أو ينتسب البراهماني إلى المدرسة لدراسة براهموباديشا والسعي نحوه، وهي دراسة تقوده إلى فهم وتلقي طبيعة براهمان، الروح الفائقة العالمية، وهو بذلك يتعلم تعليم ونقل الأمور الروحية والدينية، أي الوعظ بها والإرشاد. وتقليديًا، تبدأ طبقة الكشاتريا في تعلم استخدام الأسلحة، بينما تبدأ طبقة الفايشيا (Vaishya) في التدريب المهني على التجارة.
كانت فرضية مفهوم دفيجا هي أن الشخص يولد جسديًا من خلال والديه في المنزل، وروحيًا من خلال معلمه في المدرسة (غوروكول) الذي يساعد الطالب على إعادة تكوين تركيبة علقه/دماغه ومعرفة وإدراك نفسه.

## الأدب
كلمة دفيجا، وما يعادلها مثل دفيجاتي، لم يُعثر عليها في أي من كتب الفيدا، أو الأوبنشاد، ولا في أي أدب فيدانغا، مثل: فياكارانا، أو شيكشا، أو نيروكتا، أو تشاندا، أو شروتا-سوترا، أو غريهيا-سوترا. وتظهر كلمات، مثل: دفيجانمان في الفصل 1.60 من ريجفيدا، لكن السياق لا يتكلم عن ولادة البشر، بل ولادة "النار" التي وُلدت مرة في السماء ثم جُلبت وولدت مرة أخرى على الأرض.
هذا المصطلح مفقود في جميع النصوص اللاهوتية والطقوسية ذات الصلة التي تسبق القرن الثاني قبل الميلاد، بالإضافة إلى أقدم نصوص دارماسوترا. إنه يظهر لأول مرة في نص غوتاما دارماسوترا ولكن ليس في السياق الذي تم فهمه لاحقًا.
أول ظهور مهم لكلمة دويج حدث في نص مانو سمريتي (166 إشارة) المؤلف بين القرن الثاني والثالث الميلادي. ويذكر نص ياجنافالكيا سمريتي، المؤلف في القرن الرابع أو الخامس الميلادي، الكلمة بشكل أقل (40 مرة). وتذكر الملاحم الهندوسية الضخمة، رامايانا الشاعر فالميكي والمهابهاراتا، كلمة دفيجا 214 و1535 مرة على التوالي. ويشير هذا، كما يقول باتريك أوليفيلي، إلى أن الدفيجا ليست تقليدًا فيديًا أو قديمًا للهندوسية، ولكنها ابتكار ظهر في وقت ما في الألفية الأولى الميلادية. تعتبر هذه الكلمة علامة علمية مهمة لتحديد النص الذي يحتمل أن يكون من الهند في العصور الوسطى.

## المعاني الضمنية
يشير مُصطلح دفيجا، في النصوص الهندية في العصور الوسطى، إلى أحد أعضاء الفارناس الثلاثة الأوائل: البراهمة، والكشاترياس، والفايشيا. وتشير سوترا أسفالايانا إلى أنه يمكن أيضًا إدراج طفل ليس من فئة دويج في فئة دويج، إذا كان يرغب في متابعة الواجبات المرتبطة بهذه الفارنات، أي الطبقات الاجتماعية.
يُطوُّق الذكر في حفل التنشئة (upanayana) بخيط مقدس، وهي أنشوطة تُلبس على الجلد تمتد فوق الكتف الأيسر وعبر الورك الأيمن. وقد تمت التوصية باحتفال دويج هذا في نصوص العصور الوسطى للبراهمة ( الكهنة والمعلمين)، والكشاترياس (المحاربون)، والفايشيا (التجار) قبل أن يُباشروا في مدارسهم. وفي المقابل، اعتبرت طبقة الشودرا غير مؤهلة لاحتفال دفيجا والتعليم الرسمي في هذه النصوص.
تقدم بعض النصوص السنسكريتية وجهة نظر مختلفة. تنص المهابهاراتا، على سبيل المثال، على أن الشودرا المنضبط ذاتيًا وذو السلوك النقي يشبه الدفيجا، وتقترح أن الشودرا يمكن أن يمتلك المعرفة الفيدية. ومنذ القرن التاسع عشر، أصبح مفهوم دفيجا موضع تساؤل متزايد. وأصبحت النساء طالبات في المواد السنسكريتية والفيدية، ولا سيما في مؤسسات التعليم العالي العامة في الهند، ورددن آيات فيدية، بل وعرضن خدماتهن كمتخصصات في الطقوس البراهمانية.
تقدم النصوص الهندوسية وجهة نظر متضاربة حول ما إذا كان الوصول إلى المعلم والتعليم يقتصر على الرجال وعلى بعض فارنا (الطبقات الاجتماعية أو الطوائف). لم يذكر نص الفيدا والأوبنشاد أبدًا أي قيود على أساس الجنس أو على الفارنا. وتؤكد الأوبنشاد أن ميلاد الفرد لا يحدد أهليته للمعرفة الروحية، بل ما يهم هو مجهود الفرد وإخلاصه فقط. وفي نصوص أخرى، يُذكرأن جميع الفارنا الأربعة مؤهلة لجميع مجالات المعرفة؛ بينما تنص آيات مانوسمريتي على أن الدراسة الفيدية متاحة فقط للرجال من الطبقات الاجتماعية الثلاث الأولى فقط، وهي غير متاحة للشودرا والنساء.
كانت مراكز التعلم البراهمية مفتوحة لجميع طبقات دفيجا، كما تقول روميلا ثابار، ويبدو أنها اجتذبت الطلاب البراهمة بشكل أساسي. قد تكون قيود دفيجا نظرية، لأن معظم الطلاب تعلموا مهاراتهم المفيدة اقتصاديًا من خلال التدريب المهني داخل أسرهم أو في النقابات. يتعامل علماء آخرون أيضًا مع مفهوم دفيجا كنظرية، لأنه في الواقع كان لدى الهند القديمة والعصور الوسطى مدارس حرفية حيث تعلمت جميع الطبقات الاجتماعية بما في ذلك الشودرا المهارات، وقام هؤلاء الحرفيون والعمال ببناء أعمال فنية متطورة ومنتجات ومعابد كبيرة.
في الممارسة العملية، ذكرت ستيلا كرامريش وآخرون، أن تقليد المعلم وتوافر التعليم امتد إلى جميع شرائح المجتمع القديم والعصور الوسطى. تقول ليز ماكين إن مفهوم المعلم كان سائدًا على نطاق واسع من الخلفيات الطبقية والطائفية، والتلاميذ الذين يجذبهم المعلم يأتون من كلا الجنسين ومن مجموعة من الطبقات والطوائف. خلال حركة بهاكتي الهندوسية، والتي بدأت في حوالي منتصف الألفية الأولى الميلادية، كان المعلمون يضمون نساء وأعضاء من جميع الطبقات.